# 杉本貴志
杉本 貴志（すぎもと たかし、1945年（昭和20年）3月31日 - 2018年（平成30年）4月5日）は、日本のインテリアデザイナー。デザイン事務所である株式会社スーパーポテト創業者。武蔵野美術大学空間演出デザイン学科名誉教授。日本商環境デザイン協会名誉会員。

## 来歴
1945年3月31日に東京都中野で生まれる。
1968年に東京芸術大学美術学部工芸科を卒業する。
1973年に株式会社スーパーポテトを設立し、代表取締役となる。1986年には株式会社春秋を設立して、こちらでも代表取締役に就任した。
1992年に武蔵野美術大学空間演出デザイン学科教授に就任した（2010年退任）。2012年に名誉教授となる。
本業外での各種役職として
- TOTOギャラリー・間運営委員（1985年）
- 日本商環境設計家協会理事（2004年）

を歴任した。
2018年4月5日に心不全で亡くなる。享年73。墓所は多磨霊園(9-2-1-8-3)

## 受賞歴
出典はスーパーポテトウェブサイト。
- 1985年
  - 1984年度毎日デザイン賞
  - 1985年年度インテリア設計協会賞
- 1986年: 1985年毎日デザイン賞
- 2001年
  - 国土交通大臣賞
  - Restaurant Design of the Year
- 2007年: 第1回KUkAN賞
- 2008年: Interior Design Magazine NY Hall of Fame Awards 2008
- 2013年: Asia Hotel Award